# Alveolina (protista)
Alveolina es un género de foraminífero bentónico de la familia Alveolinidae, de la superfamilia Alveolinoidea, del suborden Miliolina y del orden Miliolida. Su especie tipo es Oryzaria boscii. Su rango cronoestratigráfico abarca desde el Thanetiense (Paleoceno superior) hasta el Eoceno superior.

## Clasificación
Se han descrito numerosas especies de Alveolina. Entre las especies más interesantes o más conocidas destacan:
- Alveolina boscii

Un listado completo de las especies descritas en el género Alveolina puede verse en el siguiente anexo.
En Alveolina se han considerado los siguientes subgéneros:
- Alveolina (Alveolinella), aceptado como género Alveolinella
- Alveolina (Glomalveolina), aceptado como género Glomalveolina
- Alveolina (Eoalveolinella), también considerado como género Eoalveolinella, aceptado inicialmente como género Fasciolites y finalmente como Alveolina
- Alveolina (Fasciolites), también considerado como género Fasciolites y aceptado como Alveolina
- Alveolina (Flosculina), también considerado como género Flosculina y aceptado como Alveolina
- Alveolina (Flosculinella), aceptado como género Flosculinella